# Lake View (Alabama)
Lake View és una població dels Estats Units a l'estat d'Alabama. Segons el cens del 2000 tenia 1.357 habitants.

## Demografia
Segons el cens del 2000, Lake View tenia 1.357 habitants, 457 habitatges, i 405 famílies. La densitat de població era de 327,5 habitants/km².
Dels 457 habitatges en un 44,4% hi vivien nens de menys de 18 anys, en un 82,3% hi vivien parelles casades, en un 3,7% dones solteres, i en un 11,2% no eren unitats familiars. En el 10,1% dels habitatges hi vivien persones soles el 3,7% de les quals corresponia a persones de 65 anys o més que vivien soles. El nombre mitjà de persones vivint en cada habitatge era de 2,97 el nombre mitjà de persones que vivien en cada família era de 3,17.
Per edats la població es repartia de la següent manera: un 28,8% tenia menys de 18 anys, un 6,6% entre 18 i 24, un 36,6% entre 25 i 44, un 20,6% de 45 a 60 i un 7,4% 65 anys o més.
L'edat mediana era de 34 anys. Per cada 100 dones hi havia 100,7 homes. Per cada 100 dones de 18 o més anys hi havia 100 homes.
La renda mediana per habitatge era de 54.879 $ i la renda mediana per família de 60.119 $. Els homes tenien una renda mediana de 37.583 $ mentre que les dones 29.688 $. La renda per capita de la població era de 22.096 $. Aproximadament el 2,8% de les famílies i el 5,1% de la població estaven per davall del llindar de pobresa.

## Poblacions properes
El següent diagrama mostra les poblacions més properes.